# ارولیفت فیلیپین
ارولیفت فیلیپین (انگلیسی: Aerolift Philippines) شرکت هواپیمایی فیلیپینی است، که در سال ۱۹۸۲ تأسیس شد.